# Groote Zuiddiepepolder
De Groote Zuiddiepepolder is een polder ten zuidwesten van Biervliet, behorende tot de Polders rond Biervliet.
Het Zuiddiep, een oostelijke voortzetting van de Passageule, werd in 1663 door François le Boeuf, Heer van Watervliet, verkocht aan de in IJzendijke woonachtige Jan van der Swalme. Het Zuiddiep verlandde en, nadat de Klein Zuiddiepepolder was ingedijkt, werd ook de hoofdgeul ingedijkt, waarbij de Groote Zuiddiepepolder ontstond. Deze ontstond in 1688. De polder was van de Kleine Zuiddiepepolder gescheiden door een lage kade (tragel), die echter later werd geslecht.
Tussen 1735 en 1738 werd de Passageule-Linie verlengd, waarbij een kanaal door de polder naar de Braakman werd gegraven en een aanzienlijk deel ervan aan defensie moest worden afgestaan om geïnundeerd te worden. Dit deel werd in 1788 herdijkt en maakt sindsdien onderdeel uit van de Nieuwe Passageulepolder. Samen met de Klein Zuiddiepepolder bedraagt de oppervlakte van de Zuiddiepepolders nog 228 ha.
De polder wordt begrensd door de Westdijk, de Isabellaweg en de Annaweg. In de zuidwestpunt van de polder ligt de buurtschap Ponte-Avancé.